# Spooling
Spooling (rozwijany jako sequential peripheral operation on-line) – tryb realizowania operacji wejścia-wyjścia w odniesieniu do urządzeń o dostępie wyłącznym. Cała zawartość strumienia jest buforowana zanim zostanie przesłana w miejsce docelowe.
Spooling pozwala zapewnić integralność danych wysyłanych do urządzeń pracujących w sposób sekwencyjny. Z punktu widzenia procesów, działających w systemie komputerowym, zapis jest wykonywany, jak gdyby urządzenie docelowe pozwalało na równoczesny wielodostęp. Jednak przesyłane dane trafiają najpierw do bufora na dysku lub w pamięci komputera, który opuszczają dopiero wtedy, gdy program zamknie strumień wyjściowy. Transferem danych do fizycznego akcesorium zajmuje się system operacyjny.
Podejście alternatywne polega na przyznawaniu programowi wyłącznego dostępu do urządzenia. Powoduje to problemy w sytuacjach, kiedy proces nie zwolni blokady w dostępie do tegoż. Dodatkowo, jeśli aplikacja będzie generowała zawartość strumienia wejściowego na bieżąco, podczas operacji wysyłania, urządzenie zewnętrzne może być zajęte przez dłuższy czas niż byłoby to niezbędne.
Typowym zastosowaniem spoolingu jest obsługa drukarki. Rozpoczyna ona pracę dopiero po wyrenderowaniu wszystkich stron i umieszczeniu ich w buforze. Dzięki temu, urządzenie jest zajęte tak krótko, jak to jest możliwe, a ewentualne błędy aplikacji nie mają wpływu na sposób zakończenia drukowania. Nieoczekiwane zamknięcie programu w trakcie przygotowywania dokumentu do wydruku nie spowoduje przejścia drukarki w stan nieokreślony np. w połowie strony.